# حزب الكرامة (مصر)
حزب الكرامة أو حزب تيار الكرامة هو حزب سياسي مصري ناصري التوجه، تأسس في 1997 وحصل على شرعيته القانونية في 28 أغسطس 2011 بعد ثورة 25 يناير. خاض الحزب أول انتخابات تشريعية بعد تأسيسه رسميا، انتخابات مجلس الشعب المصري 2011-2012، ضمن التحالف الديمقراطي من أجل مصر الذي تزعمه حزب الحرية والعدالة المنبثق من جماعة الإخوان المسلمين. حلّ التحالف في المركز الأول بعد حصاده 235 مقعدًا من أصل 498 مقعد (أي ما يساوي نسبة 47.2%)، كان نصيب الكرامة منها 6 مقاعد.

## رؤساء الحزب
تعاقب علي رئاسة حزب الكرامة المرشح الرئاسي السابق حمدين صباحي وكيل مؤسسي الحزب ثم وكيل مؤسسي الحزب أمين اسكندر ثم المهندس محمد سامي ثم المرشح المحتمل للرئاسة احمد الطنطاوي ثم سيد الطوخي القائم بأعمال رئيس الحزب عقب استقالة احمد طنطاوى
| رئيس الحزب                 | تولية المنصب   | نهاية المنصب   |
| -------------------------- | -------------- | -------------- |
| حمدين صباحي                | تأسيس الحزب    |                |
| أمين اسكندر                |                | 14 مارس 2014   |
| محمد سامي                  | 14 مارس 2014   | 25 ديسمبر 2020 |
| أحمد طنطاوي                | 25 ديسمبر 2020 | 17 يوليو 2022  |
| سيد الطوخي (قائم بالأعمال) | 17 يوليو 2022  | الآن           |

## أعلام الحزب

### شخصيات عامة
- أحمد طنطاوي
- حمدين صباحي
- امين اسكندر
- طاهر عبدالحليم
- محمد البسيوني
- محمد سامي
- عزازي علي عزازي
- سيد الطوخي
- عبد العزيز الحسيني
- سيد الطوخي
- كمال أبو عيطة
- عمرو حلمي
- كمال زايد
- طارق سعيد
- محمود فهمي

### المكتب السياسي
- سيد الطوخي قائم بأعمال رئيس الحزب
- محمد بيومي الأمين العام للحزب
- محمد زكي قائم بأعمال أمين تنظيم الحزب
- محمد فاروق قائم بأعمال أمين تثقيف الحزب
- حاتم البلك شؤون سيناء
- عماد حمدي قائم بأعمال أمين إعلام الحزب

### اعضاء سابقون
- حسين جعيدي
- عبدالعزيز الفضالي
- مصطفي الشاطبي